# Crenicichla albopunctata
Crenicichla albopunctata — вид цихлід, що походить із Південної Америки. Він зустрічається в річці Approuague у Французькій Гвіані до річки Demerara в Гаяні. Цей вид сягає 14 см (5,5 дюйм) завдовжки.